# Heinrich Schniers

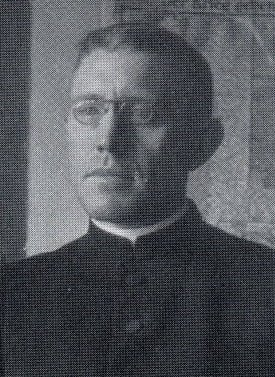
Heinrich Schniers (um 1930)

Heinrich Schniers (* 25. März 1880 in Wippingen; † 30. August 1942 im KZ Dachau) war ein katholischer Geistlicher und Opfer des Nationalsozialismus.

## Leben
Heinrich Schniers besuchte das Gymnasium Antonianum in Vechta. 1907 wurde er in Osnabrück zum Priester geweiht. Seine erste Stelle trat er als Präzeptor (geistlicher Lehrer) des Konviktes in Meppen an, von 1910 bis 1913 war er Kaplan in Nordhorn, von 1913 bis 1921 Schulrektor in Fürstenau und von 1921 bis 1933 Kaplan an St. Bonifatius in Lingen (Ems). Am 1. Mai 1933 wurde er zum Pfarrer an St. Michael in Leer berufen. Er geriet rasch in einen offenen Konflikt mit dem NS-Regime. Am 17. Dezember 1941 wurde er, wegen angeblicher „defätistischer Äußerungen“ beim Besuch einer Familie, in „Schutzhaft“ genommen. Zum Weihnachtsfest kam er auf Bitten der Pfarrgemeinde und der Stadt Leer frei, wurde aber am 27. Dezember wieder verhaftet. Man brachte ihn ins Gerichtsgefängnis nach Nordenham. Nach monatelangen staatsanwaltlichen Ermittlungen wurde er der Gestapo überstellt und am 19. März 1942 in Sträflingskleidung durch die Straßen von Leer geführt. Am 3. April 1942 erfolgte die Verschleppung ins KZ Dachau. Am 30. August 1942 starb er dort an Hunger und überschwerer Arbeit.
Seine Urne wurde am 14. Oktober 1942 in Wippingen beigesetzt.
Heinrich Schniers war der Heimatpfarrer des sel. Lübecker Märtyrers Kaplan Hermann Lange.

## Würdigung und Ehrungen
Die katholische Kirche nahm Heinrich Schniers als Glaubenszeugen in das deutsche Martyrologium des 20. Jahrhunderts auf. In Lingen und Wippingen sind Straßen nach ihm benannt. Sein Kelch wird in der Josefskirche in Lingen ausgestellt.